# 西山大翔
西山 大翔（にしやま ひろと、2003年3月4日 - ）は、日本の男子バレーボール選手。

## 来歴
神奈川県南足柄市出身。家族みんながバレーボールをしていて、自身も中学2年生からバレーボールを始める。
2018年、東海大学付属相模高等学校に進学。チームの全日本高等学校選手権大会（春高バレー）出場に貢献した。
2021年、東海大学に進学しバレーボールに励むが、半年足らずで中退してしまい、バレーボールから離れる。同年末の就職活動を始めようとしていた頃、パナソニックパンサーズからオファーが届く。そのチャンスを活かそうと、気持ちを切り替え同チームへの入団を決意した。
2022年6月、パナソニックパンサーズに正式に入団した。
2022年8月、U20日本代表として第21回アジアU20選手権大会に出場。
2022年10月22日、V1男子の開幕戦で途中出場しV.LEAGUEデビューを果たした。
2023年、オポジットとして日本代表登録メンバーに選出された。選手活動再開からそれほど経ってないのもあり、「自分にはちょっと早いかなと思った」と感想を述べた。同年のネーションズリーグファイナルラウンドの出場メンバーに選出された。

## 球歴
- U20日本代表
  - アジアU20選手権大会 - 2022年
- 日本代表（2023年、2025年）
  - ネーションズリーグ - 2023年

## 所属チーム
- 東海大学付属相模高等学校（2018-2021年）
- 東海大学（2021年）
- パナソニックパンサーズ/大阪ブルテオン (2022年-)

## 受賞歴
- 2024年 - 第72回黒鷲旗 ベスト6